# Lorica squamata

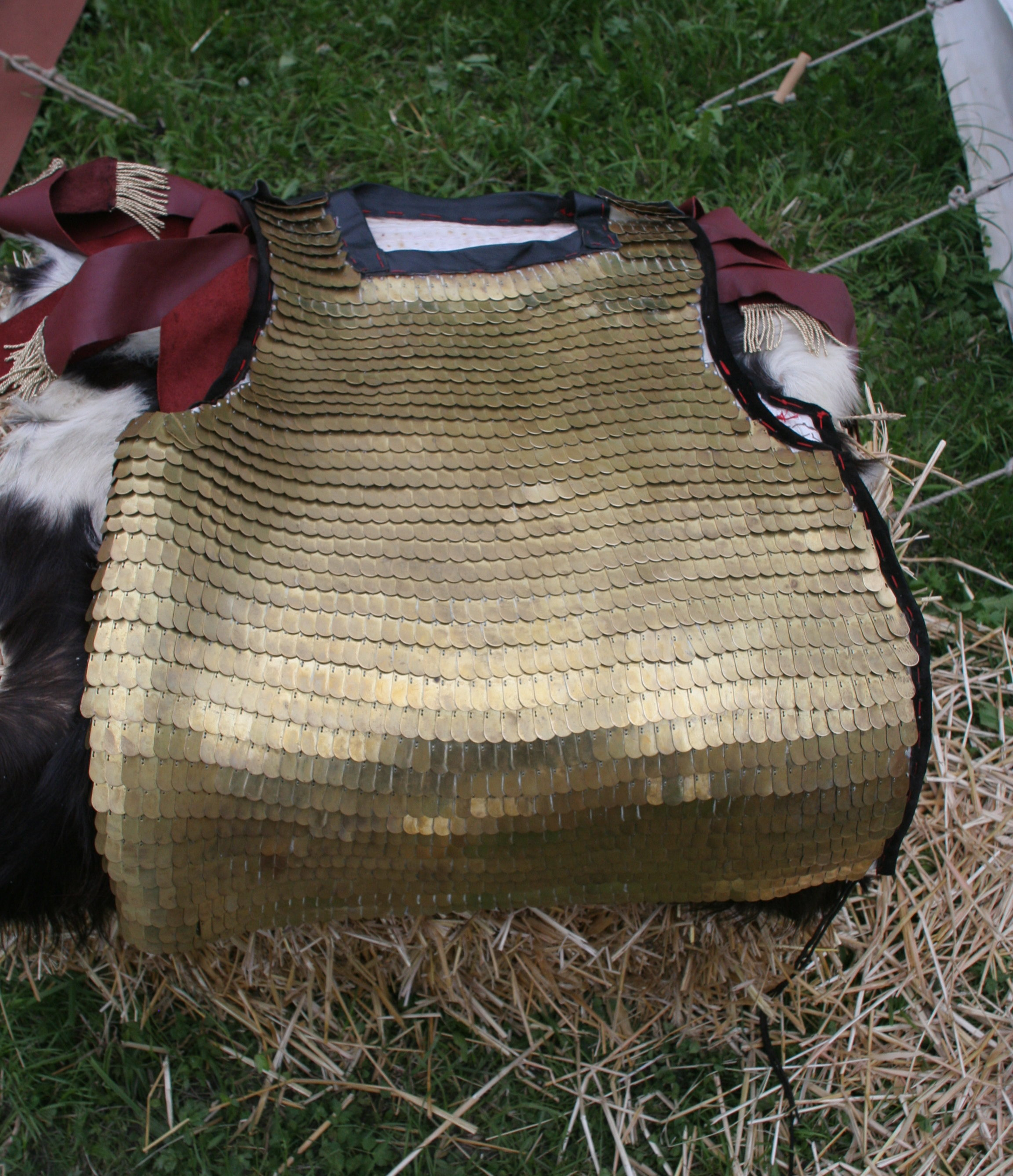
Lorica squamata

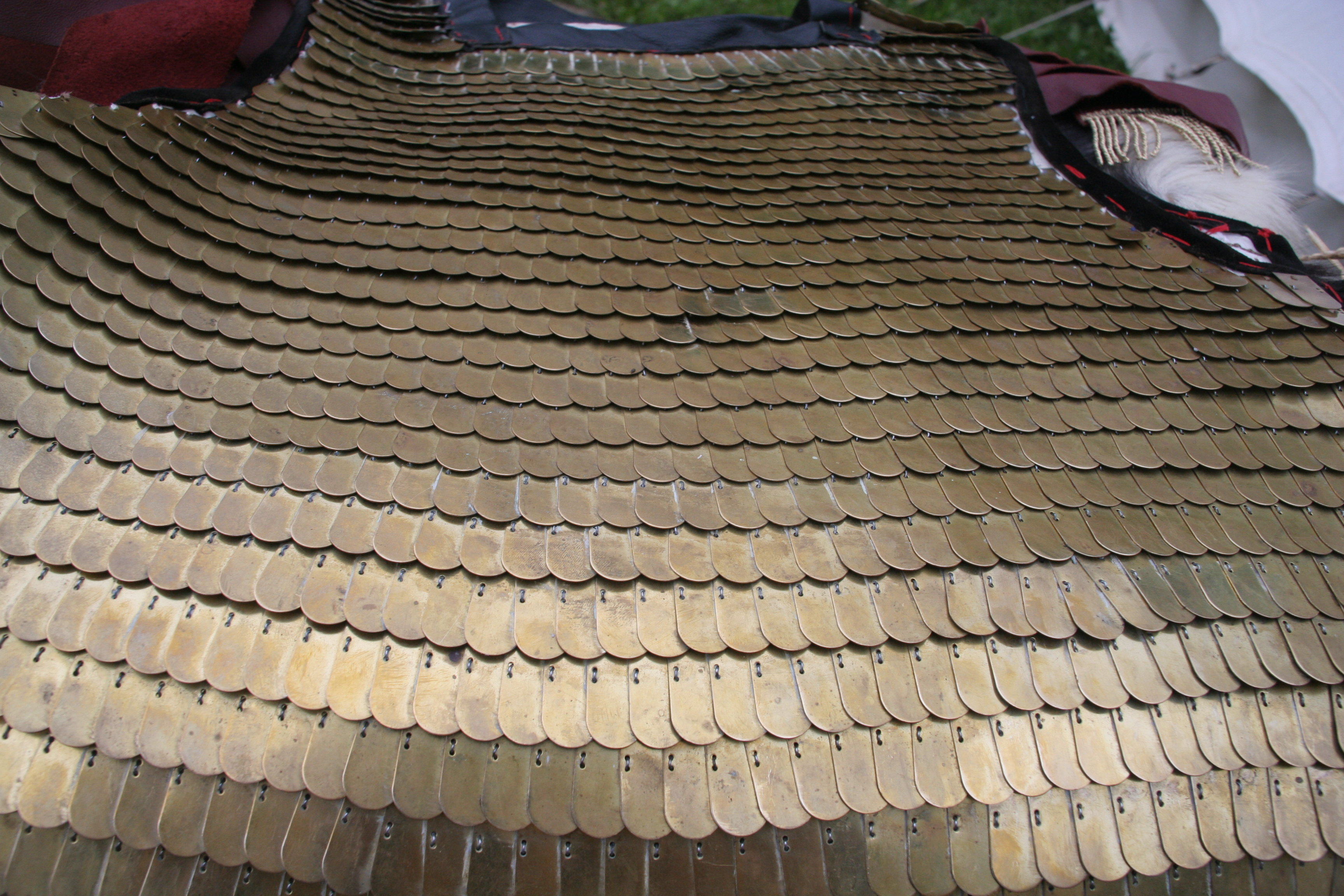
Detail

Lorica : nom des défenses corporelles (souvent nommées armures) dans la Rome antique.
Squamata : Ayant l’apparence d’une peau écailleuse, recouvert « d’écailles ».
Les lorica squamata sont donc des broignes ou des corselets d’écailles dont l’apparence fait penser à une peau écailleuse.

## Histoire
Après le désastre de la prise de Rome (vers -390) les troupes de la ligue latine furent réformées.
Les cuirasses de bronze furent abandonnées au profit de la défense de l'adversaire celte, c'est-à-dire la cotte de mailles annulaire (lorica hamata).
À la suite des conquêtes romaines en Grèce, les légionnaires romains découvrirent, et pour certains adoptèrent, le linothorax dans sa version entièrement recouvert d’écailles.

## Forme
Les représentations  montrent en  général des formes proches de la forme « standard » des Lorica Hamata ou des sortes de gilets sans manches.

## Composition
Inspirés par les linothorax et les cataphractes, les lorica squamata reprennent donc le principe d’un vêtement sur lequel sont fixées des macles (ou mailles les termes sont anachroniques). L’ensemble de ces pièces de renfort donnent une impression d’écaille qui a donné son nom à cette défense.
Le fer et l'acier paraissent avoir été utilisés en quasi-exclusivité par les légions romaines. Les légionnaires semblent avoir retenu une série de modèles où les « écailles », disposées en rangs horizontaux, étaient fixées par leurs sommets et où les parties basses restaient libres. Chaque rang étant décalé par rapport au suivant, la disposition de l’ensemble rappelle la disposition des tuiles sur un toit. La fixation était assurée par des paires de trous en haut de l’écaille. Les écailles étaient souvent bombées ou nervurées, pour une résistance accrue.
La plupart des macles retrouvées se rapprochent d’un module de 10 à 20 mm de large sur 20 à 30 mm de haut avec le bord laissé libre arrondi. Cependant l’armée romaine n’a jamais utilisé des tenues réglementaires dans le sens où nous l’entendons. De fait, parmi les dizaines de types d’écailles retrouvées, certaines sont très différentes.
Il n’est même pas exclu que certains légionnaires n’aient pas remplacé cette broigne par des modèles du Proche-Orient voire par une « cuirasse d’écaille » (voir les cataphractes).

## Protection
Excepté les modèles « exotiques » directement inspirés des modèles du Moyen-Orient, les lorica squamata protégeaient bien des coups portés du haut vers le bas et des coups transversaux. Les coups du bas vers le haut posaient problème, car ils pouvaient déplacer les « écailles » et s’ouvrir un chemin jusqu’aux chairs. Les coups de pointe étaient les plus dangereux pour quelqu'un protégé par un tel système.